# Sara Molina
Sara Sánchez Molina (Villacarrillo, 28 de marzo de 1996) es una actriz y modelo española, conocida por interpretar el papel de María Fernández en la telenovela La promesa.

## Biografía
Sara Molina nació el 28 de marzo de 1996 en Villacarrillo, municipio de la provincia de Jaén, en la comunidad de Andalucía (España), desde temprana edad mostró inclinación por la actuación. Comenzó su carrera en el teatro y además de español y catalán habla inglés con fluidez.

## Carrera

### Educación
Sara Molina de 2016 a 2020 estudió interpretación textual en la Escuela Superior de Arte Dramático de Sevilla, y tras finalizar sus estudios obtuvo la diplomatura. Posteriormente participó en seminarios, talleres de técnica vocal, doblaje con Pedro Marín, teatro musical en la escuela de musicales SOM Academy, investigación de Atalaya TNT, actuación frente a cámara (en la escuela de interpretación Sebastián Haro), bachillerato de bellas artes y diseño gráfico en la  Casa de las Torres de Úbeda y entrenamiento ante la cámara en Espacio di pace de Madrid. Se especializó en canto con Dani Reus, jazz con Mariano Botindari, acrobacia y tejidos aéreos.

### Carrera de actuación
Sara Molina comenzó a actuar en el teatro en diversas obras y entre ellas se encuentra Queremos Saber dirigida por José Luis Camacho, en la que en 2014 cubrió el papel de Sara para la compañía de teatro Algazara. En 2017 protagonizó el cortometraje Despedida dirigido por Sara Bamba e Iván Martín Ruedas. En el mismo año interviene en el vídeo El patio de mi casa del grupo Rock andaluz de Sevilla.
En 2018 protagoniza el espectáculo de danza-teatro Musas de Andalucía dirigido por Alfonso Zurro. Del 2019 al 2021 protagonizó las obras de Paco Yuste La Vuelta al Mundo en Canciones con Accionarte (espectáculo musical dentro del Parque ISLA MÁGICA) y en Comedia de Enredo con Accionarte (espectáculo dentro del Parque ISLA MÁGICA).
De 2019 a 2022 interpretó el papel de Julieta en Enlorquecidas, obra teatral inspirada en Federico García Lorca y dirigida por Marta Ocaña. En 2020 cubrió el papel de Aura en la ópera Céfalo y Pócris dirigida por Juan Dolores Caballero en el teatro El Velador y estrenada en el Festival de Teatro Clásico de Almagro. Del 2020 al 2022 interviene en la ópera Paraíso Perdido dirigida por Juan Dolores Caballero y estrenada en la Bienal de Flamenco en Sevilla.
En 2020 formó parte del reparto de la serie web de Netflix Los favoritos de Midas. El año siguiente, en 2021, protagoniza en el teatro El Velador la ópera Las aves, presentada en el festival Anfitrión de la junta de Andalucía. En el mismo año se unió al elenco de la serie de Movistar+ Los espabilados. En 2021 y 2022 actuó y codirigió la obra La Triste Fiesta de los Fantoches, estrenada dentro de la programación del Festival MITIN del centro TNT.
En 2023 fue elegida por TVE para interpretar el papel de María Fernández en la telenovela emitida en La 1 La promesa y donde protagonizó junto a la actriz Ana Garcés, Eva Martín, Manuel Regueiro, Arturo Sancho, María Castro, Joaquín Climent, Antonio Velázquez, Carmen Asecas, Paula Losada, Enrique Fortún, Andrea del Río y Amparo Piñero. El 12 de marzo de 2023 le fue otorgado el premio Villacarrillo Empoderados en la categoría cultura y comunicación, realizado en el teatro Coliseo de Sevilla.

## Filmografía

### Televisión
| Año           | Título                 | Personaje       | Cadeña  | Notas        |
| ------------- | ---------------------- | --------------- | ------- | ------------ |
| 2020          | Los favoritos de Midas |                 | Netflix |              |
| 2021          | Los espabilados        | Movistar+       |         |              |
| 2023-presente | La promesa             | María Fernández | La 1    | ¿? episodios |

### Cortometrajes
| Año  | Título    | Director                        |
| ---- | --------- | ------------------------------- |
| 2017 | Despedida | Sara Bamba y Ivan Martin Ruedas |

### Videoclip
| Año  | Título              | Artista                          |
| ---- | ------------------- | -------------------------------- |
| 2017 | El patio de mi casa | Grupo de Rock andaluz de Sevilla |

## Teatro
| Año       | Título                                         | Rol                  | Director                                                                   | Notas                                                            | Teatro            |
| --------- | ---------------------------------------------- | -------------------- | -------------------------------------------------------------------------- | ---------------------------------------------------------------- | ----------------- |
| 2014      | Queremos Saber                                 | Actriz (Sara)        | José Luis Camacho                                                          | En la compañía Algazara teatro                                   |                   |
| 2018      | Musas de Andalucía                             | Actriz               | Alfonso Zurro                                                              | Espectáculo de danza-teatro                                      |                   |
| 2019-2021 | La Vuelta al Mundo en Canciones con Accionarte | Actriz               | Paco Yuste                                                                 | Espectáculo Musical dentro del Parque ISLA MÁGICA                |                   |
| 2019-2021 | Comedia de Enredo con Accionarte               | Actriz               | Paco Yuste                                                                 | Espectáculo dentro del Parque ISLA MÁGICA                        |                   |
| 2019-2022 | Enlorquecidas                                  | Actriz (Julieta)     | Marta Ocaña                                                                | Inspirada en obras de Federico García Lorca                      |                   |
| 2020      | Céfalo y Pócris                                | Actriz (Aura)        | Juan Dolores Caballero                                                     | Obra estrenada en el Festival de Teatro Clásico de Almagro       | Teatro El Velador |
| 2020-2022 | Paraíso Perdido                                | Actriz               | Juan Dolores Caballero                                                     | Obra estrenada dentro de la Bienal de Flamenco en Sevilla        |                   |
| 2021      | Las aves                                       | Actriz               |                                                                            | Obra estrenada en el festival Anfitrión de la junta de Andalucía | Teatro El Velador |
| 2021-2022 | La Triste Fiesta de los Fantoches              | Codirectora y actriz | Obra estrenada dentro de la programación del Festival MITIN del centro TNT |                                                                  |                   |

## Premios y reconocimientos
| Año  | Premio                           | Categoría              | Resultado | Notas         |
| ---- | -------------------------------- | ---------------------- | --------- | ------------- |
| 2023 | Premio Villacarrillo Empoderados | Cultura y comunicación | Ganadora  | [ 21 ] [ 22 ] |